# Beda vicus

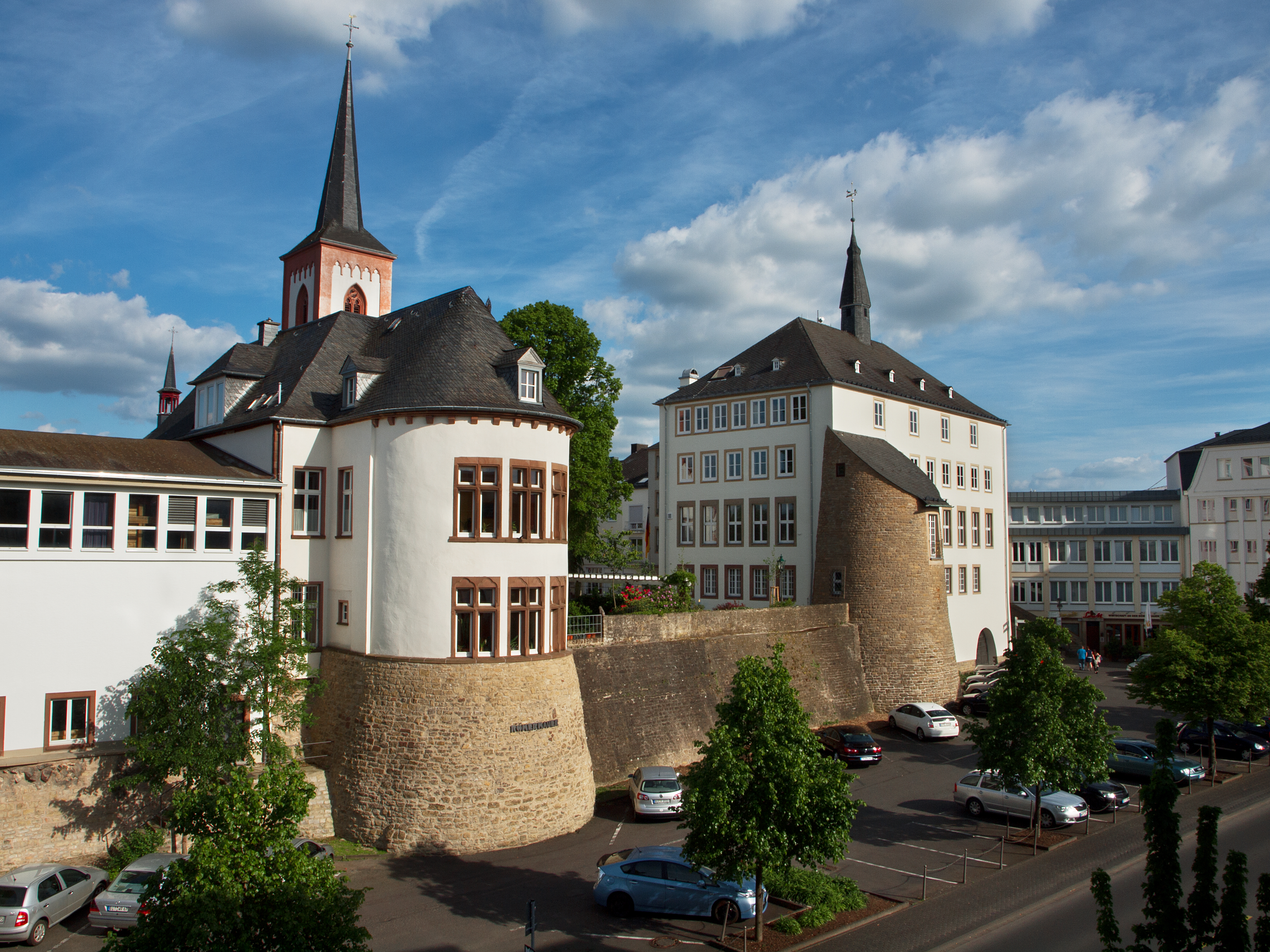
Reste der spätantiken Befestigung von Beda

Beda war ein römerzeitlicher Vicus auf dem Gebiet der heutigen Stadt Bitburg im Eifelkreis Bitburg-Prüm des Bundeslandes Rheinland-Pfalz.

## Lage
Beda lag an der Römerstraße Trier–Köln, einem Teilstück der Via Agrippa. Der Ort wurde im Itinerarium Antonini, das auf die Zeit um 140 n. Chr. zurückgeht, als „Beda Vicus“ und auf der römischen Weltkarte Tabula Peutingeriana, deren Ursprünge im vierten Jahrhundert liegen, als „Beda“ verzeichnet. Beide Quellen geben übereinstimmend die Entfernung von Augusta Treverorum (Trier) mit 12 Leugen an, dies entspräche einer Entfernung von etwa 26,6 km. Zwei in Bitburg aufgefundene römische Meilensteine hingegen, die in den Jahren 120/121 bzw. 139 aufgestellt worden waren, geben die Entfernung mit 22 Römischen Meilen an, was einer Entfernung von rund 32,5 km entsprechen würde. Zum Vergleich: die heutige Entfernung zwischen Bitburg und Trier auf der B 51 wird mit knapp 30 km angegeben.
Administrativ gehörte Beda zunächst zur Provinz Gallia Belgica, nach der Verwaltungsreform des Diokletian zur Provinz Belgica prima.
Topographisch liegt das heutige Bodendenkmal auf einer natürlichen Anhöhe, die sich über das umliegende Landschaftsplateau erhebt. Im heutigen siedlungsgeographischen Bild befindet es sich im Stadtkern von Bitburg.

## Geschichte und archäologische Befunde

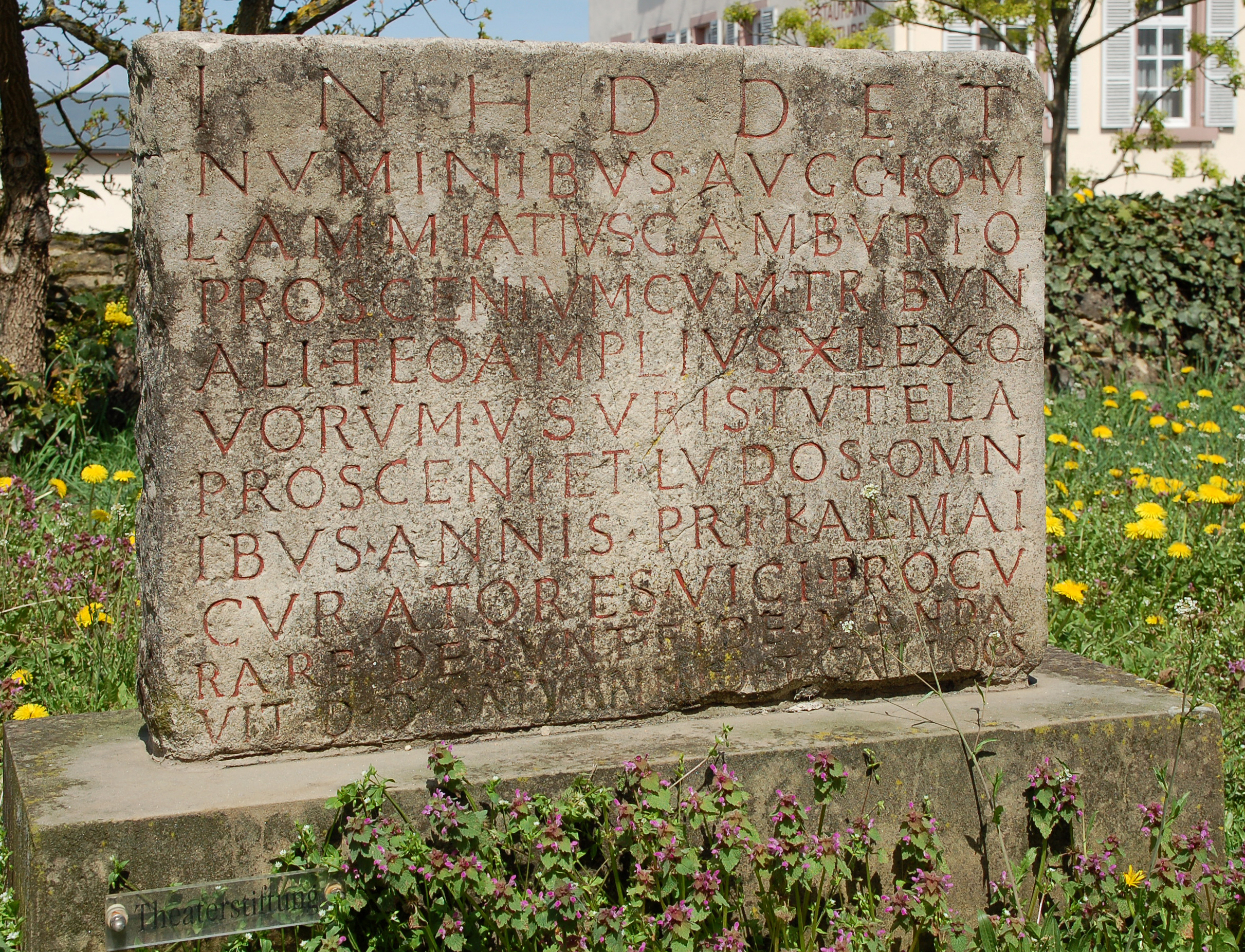
Replik der Inschrift des
L. Ammiotius Gamburio
am „Archäologischen Parcours“

Beiderseits der heutigen Hauptstraße, die in etwa dem Verlauf der alten Römerstraße entspricht, entwickelte sich ein zentraler Marktort des Pagus der treverischen Bedenses, eine Siedlung mit städtischer Infrastruktur, Tempelbezirk und Forum. Von der Wohnbebauung konnten bislang nur schwache Spuren identifiziert werden, aber analog zu vergleichbaren Vici, beispielsweise Icorigium, wird eine Siedlung in Form eines Straßendorfes angenommen, deren Streifenhäuser sich mit ihren Giebelseiten zur Straße hin orientierten. Nach seiner Zerstörung durch die Germaneneinfälle des dritten Jahrhunderts wurde der Vicus zu Beginn des vierten Jahrhunderts mit einer durch 13 Rundtürme verstärkten Stadtmauer mit ovalem Grundriss umwehrt, die nur auf der Nord- und Südseite mit jeweils einem Stadttor versehen war. Vor der Mauer verlief im Abstand von 22 bis 28 Metern ein Graben als Annäherungshindernis. Etwas außerhalb des Ortes errichtete man einen Signalturm. Innerhalb der Stadtmauern wurden bei Ausgrabungen des Jahres 1985 zahlreiche Mauern, Keller und Brunnen entdeckt. Das Spektrum der gefundenen Keramik und Münzen deckte die Zeit vom ersten bis zum fünften Jahrhundert ab.
Von dem vielfaltigen gesellschaftlichen Leben und der hohen kulturellen Entwicklung Bedas legen zahlreiche, im Stadtgebiet gefundene Steindenkmäler Zeugnis ab. Bemerkenswert ist vor allem die Inschrift eines gewissen Lucius Ammiotius Gamburio, der im Jahr 198 dem städtischen Theater eine Bühne sowie die Summe von 50.000 Denaren zum Unterhalt der Bühne und zur Abhaltung von Schauspielen stiftete.

## Museale Präsentation und Denkmalschutz

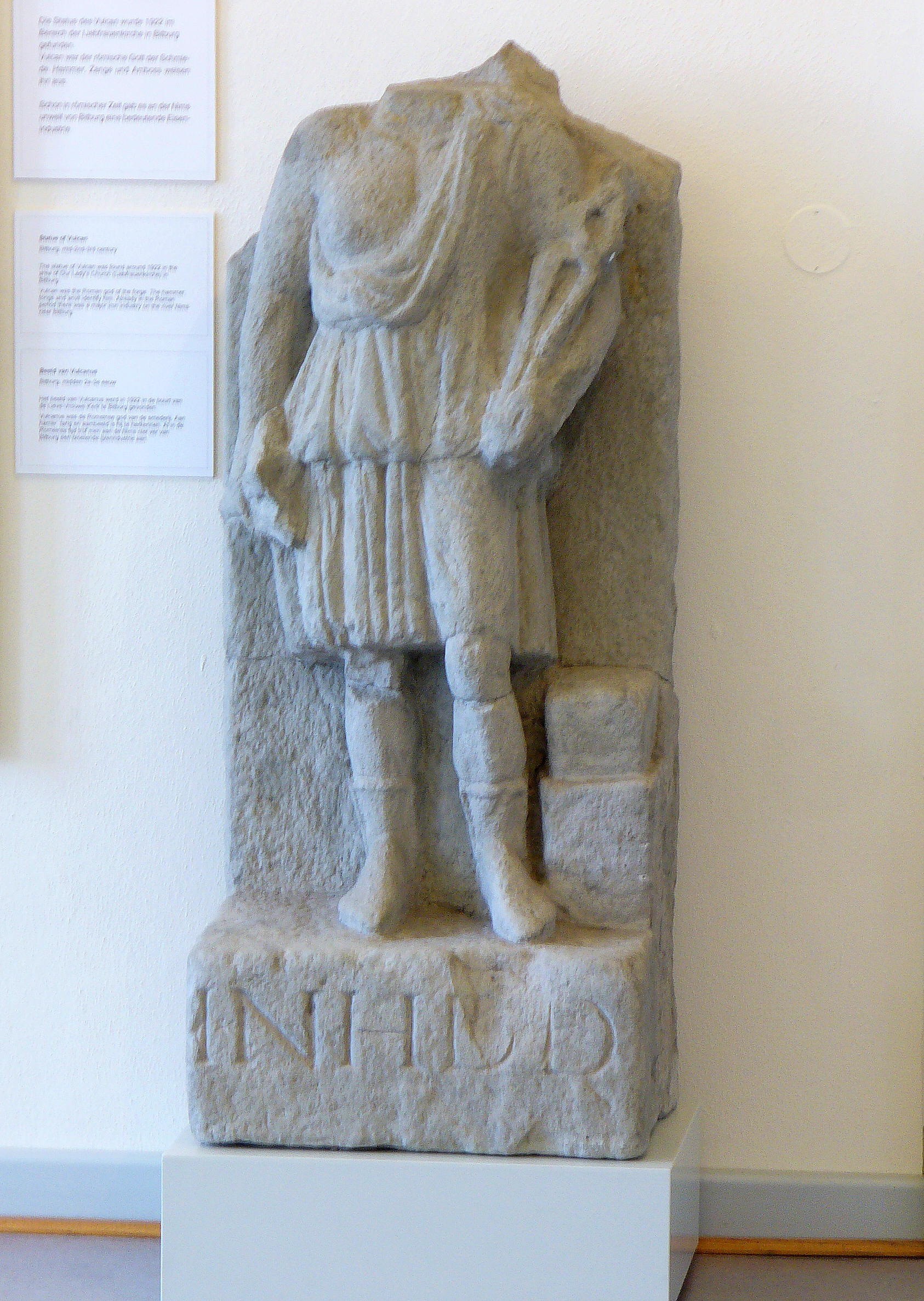
Relief der Gottheit Vulcanus mit der Inschrift
In h(onorem) d(omus) d(ivinae)
FO: Bitburg
AO: Kreismuseum Bitburg-Prüm

Erhalten und rekonstruiert sind einige Teile der Stadtmauer und ein Turm westlich der Hauptstraße, östlich der „Römermauer“ genannten Straße, unterhalb des Rathauses und der Liebfrauenkirche. Ein vom Rathaus ausgehender, „Archäologischer Parcours Bitburg“ genannter Rundweg erschließt auf 11 Stationen die noch sichtbaren Mauerreste des spätantiken Kastells und zeigt die Kopien einiger Steindenkmäler. Nördlich der Kirche wurde die Nachbildung einer Jupitersäule aufgestellt, nachdem originale Teile einer solchen Säule im Kastellbereich bei archäologischen Ausgrabungen gefunden worden waren. Informationen zur römischen Vergangenheit des Ortes sind im Kreismuseum Bitburg-Prüm erhältlich.
Die Vicus Beda ist als eingetragenes Kulturdenkmal im Sinne des Denkmalschutzgesetzes des Landes Rheinland-Pfalz (DSchG) unter besonderen Schutz gestellt. Nachforschungen und gezieltes Sammeln von Funden sind genehmigungspflichtig, Zufallsfunde an die Denkmalbehörden zu melden.